# Jitnicer
Jitnicer este un termen care desemna o dregătorie în Evul Mediu românesc care se ocupa de depozitele de grâne. 
Prima menționare a acestei dregătorii a fost într-un text din 1558, cu referire la o „Cruce dăruită m-rii Neamț de Cârstea jitnicerul Sucevei și soția lui Maria”.
În sec. al XVI-lea jitnicerul figura printre „slugile domnești”, nu printre dregători. În sec. al XVII-lea jitnicerul ajunge mare dregător – al 7-lea mare dregător din starea I a boierilor de divan, după marele sluger și înaintea marelui pitar (Dimitrie Cantemir). În sec. al XVIII-lea, rangul marelui jitnicer era acela de boier de clasa a II-a, fiind al 17-lea din această categorie. Atribuțiile lui erau în legătură cu strângerea, păstrarea și distribuirea cerealelor după necesități. În sec. al XIX-lea marele jitnicer a rămas boier fără dregătorie, adică numai cu titlu.